# Storby
För andra betydelser, se Storby (olika betydelser).

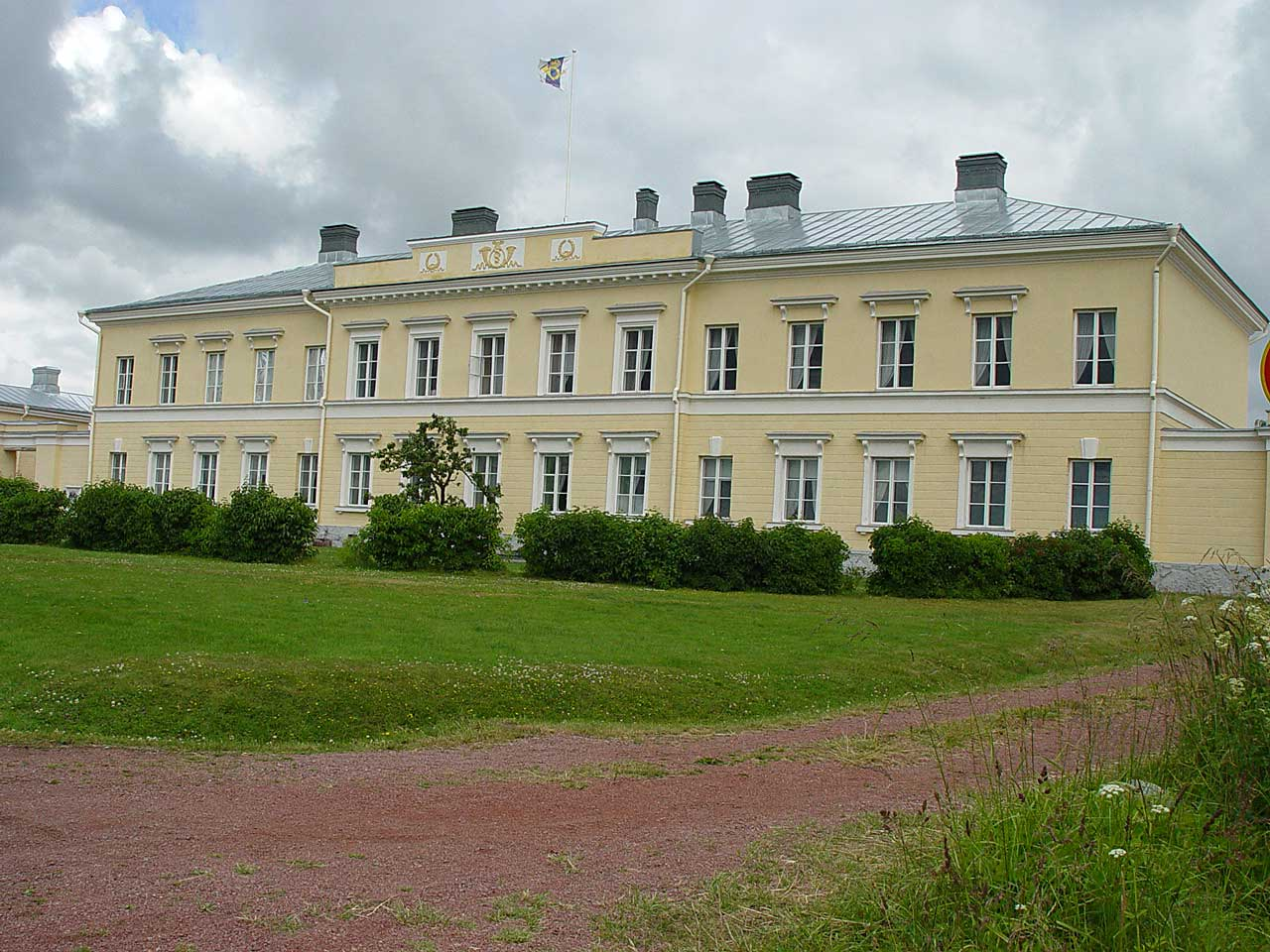
Postmuseet i Storby.

Storby är en by i Eckerö på Åland. Storby har 498 invånare (2023) och är Ålands tredje största by. I Storby finns hamnen Berghamn för Eckerölinjens trafik till Grisslehamn i Sverige.
Här finns Eckerö post- och tullhus, som en gång var ryska kejsardömets västligaste utpost. Här finns även Ålands Jakt- och Fiskemuseum, Hembygdsgården Labbas med Bankmuseum och Postrotemuseet. 
Nära Storby finns en badplats vid Sandvikens havsvik och 3 km från Storby finns Eckerö Golf.

## Befolkningsutveckling
| Befolkningsutvecklingen i Storby 2000–2020 | Befolkningsutvecklingen i Storby 2000–2020 | Befolkningsutvecklingen i Storby 2000–2020 | Befolkningsutvecklingen i Storby 2000–2020 | Befolkningsutvecklingen i Storby 2000–2020 |
| ------------------------------------------ | ------------------------------------------ | ------------------------------------------ | ------------------------------------------ | ------------------------------------------ |
|                                            |                                            |                                            |                                            |                                            |
| År                                         |                                            |                                            | Folkmängd                                  |                                            |
| 2000                                       | 2000                                       |                                            | 428                                        |                                            |
| 2005                                       | 2005                                       |                                            | 467                                        |                                            |
| 2010                                       | 2010                                       |                                            | 503                                        |                                            |
| 2015                                       | 2015                                       |                                            | 513                                        |                                            |
| 2020                                       | 2020                                       |                                            | 515                                        |                                            |